# Дин Лайхан
Дин Лайхан (丁来杭; род. сентябрь 1957, Ханчжоу, провинция Чжэцзян) — китайский генерал-полковник авиации (июль 2019), командующий ВВС НОАК в 2017—2021 годах, член ЦК КПК 19 созыва. Депутат ВСНП 11—13 созывов.

## Биография
По национальности ханец. Предположительно, вступил в ряды НОАК в середине 1970-х. Учился в 9-м лётном училище в провинции Хубэй. Окончил Командный колледж ВВС НОАК (бакалавр-политработник), в 2007 году станет его президентом. (Спустя еще год станет начштаба ВВС Chengdu Military Region.) 
Карьера Дина пересеклась с карьерой Си Цзиньпина в провинции Фуцзянь, когда тот был губернатором провинции с 2000 по 2002 год, а Дин с 2001 года являлся начальником штаба 8-го авиационного корпуса, базирующегося в Фучжоу (а в том же году и возглавил там ВВС). Генерал-майор (июль 2003).
С 2012 года командующий ВВС Шэньянского военного округа. Будучи генерал-лейтенантом (получил звание в июле 2013), в 2017 году (27 августа) назначен командующим ВВС НОАК. Его назначение называют неожиданным. В отличие от своего предшественника Ма Сяотяня, не входит в состав Центрвоенсовета (командующий ВВС НОАК входил в его состав с 2004 года). В своём первом публичном выступлении в новой должности заявил, что «НОАК должна обеспечивать полную, тотальную и абсолютную защиту везде, где простираются наши национальные интересы». Тогда же отмечал, что ВВС переживают «беспрецедентную глубокую реформу». В 2018 году совершил первую заграничную поездку — в Таиланд и Пакистан. К 20-му съезду КПК в октябре 2022 года он достигал обязательного 65-летнего возраста выхода на пенсию и должен был бы быть сменён, ожидалось, что он продолжит занимать пост командующего ВВС до того времени — однако в августе 2021 года на этом посту его сменил Чан Динцю.